# Hexacentrus inflatissimus
Hexacentrus inflatissimus is een rechtvleugelig insect uit de familie sabelsprinkhanen (Tettigoniidae). De wetenschappelijke naam van deze soort is voor het eerst geldig gepubliceerd in 1999 door Gorochov & Warchalowska-Sliwa.